# Роуз Боул 1924
Роуз Боул 1924 (англ. 1924 Rose Bowl) — студенческая боул-игра в американский футбол, сыгранная между командами Нэйви Мидшипмен (англ. Navy Midshipmen) (не представлявшей на тот момент ни одну из конференций) и Вашингтон Хаскис (англ. Washington Huskies) (представлял конференцию тихоокеанского побережья (англ. Pacific Coast Conference)).

## История

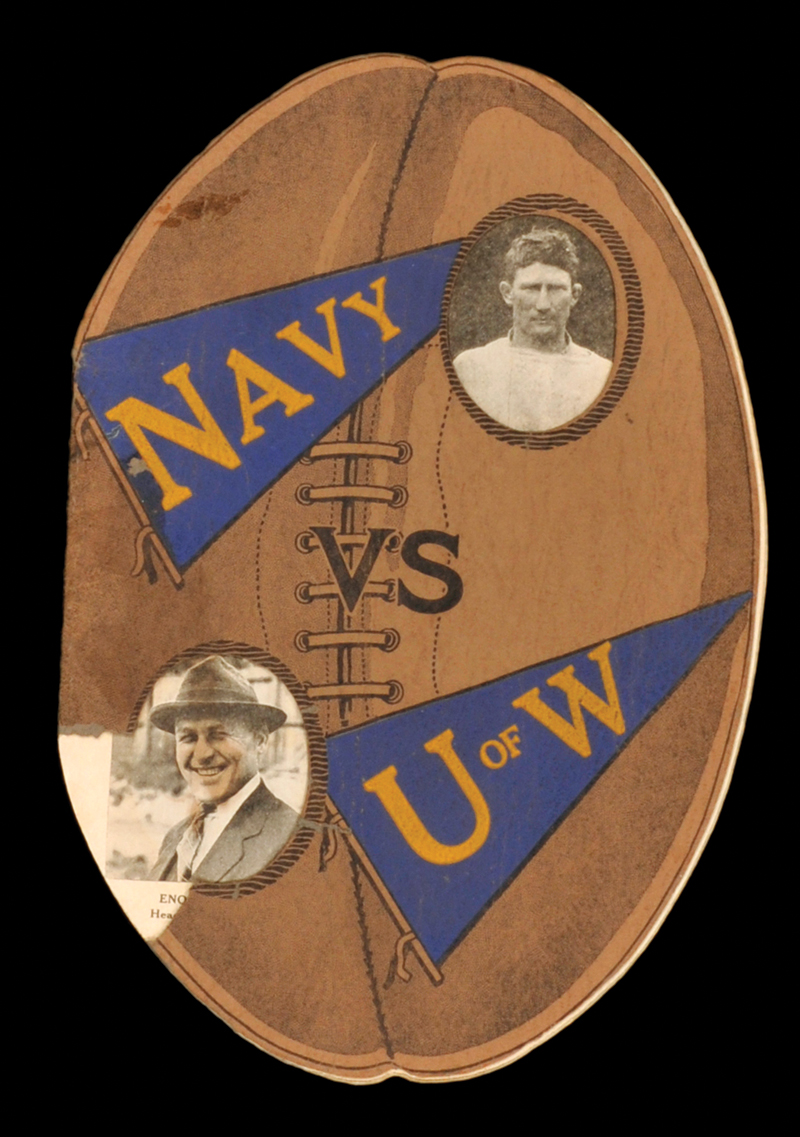
Программка матча

Матч прошёл 1 января 1924 года на стадионе Роуз Боул, что находится в калифорнийском городке Пасадине. Эта игра стала одной из традиционно закрывающих сезон NCAA по американскому футболу. На игре, на которой присутствовало 40 тысяч зрителей, была зафиксирована ничья — 14:14. Этот матч стал первым боулом в истории обеих команд. Это был десятый розыгрыш Роуз Боула (первая игра была сыграна в 1902 году, после 14-летнего перерыва (в 1916) розыгрыш «Розового боула» возобновился) и второй — на стадионе «Роуз Боул» (он был построен в 1923 году).
Организаторы матча специально выбирали одного участника с западного побережья США, а другого — с восточного, а также они задали вопрос руководству «Вашингтон Хаскис» о выступлении за Запад (потому что по долготе восточнее находился Аннаполис (место базировки ВМФ, и, соответственно, «Нэйви Мидшипмен»)), на что «хаски» ответили согласием, сославшись на вечное противостояние между данными командами. Вашингтон выбрал Нэйви как команду, которая имела лучший баланс побед-поражений (после Вашингтона), и она представляла собой единственного соперника, который мог достойно сыграть. У обеих команд перед матчем было по одному поражению, но у «хасок» все оставшиеся 8 матчей завершились победой, то у «гардемаринов» помимо 5 побед, было ещё 2 ничьи. Также Вашингтон превосходил Нэйви по средней массе игроков: у представителей столицы было на 4,5 кг больше веса.
Игра должна была начаться в 2 часа, но судья разрешил начать матч только в 2:16 pm (14:16), то есть — с 16-минутным отставанием от плана. Ливневый дождь шёл днём ранее, из-за чего поле стало очень мокрым. Первая четверть осталась без результативных действий, но в первом же розыгрыше мяча во второй четверти Нэйви открыла счёт тачдауном. Однако Вашингтон удачно использовал первую возможность сравнять счёт, сделав 23-ярдовый тачдаун. Под конец четверти Нэйви вернул преимущество, занеся ещё один тачдаун в зону «хасок». В третьей четверти никто не отличился. Под конец четвёртой четверти, «гардемарины» совершили потерю, которая спровоцировала опасный момент. Четыре розыгрыша спустя, Вашингтон всё-таки сравнял счёт 12-ярдовым пасовым тачдауном. Дальше «хаскис» перехватили мяч и совершили атаку, завершив её 20-ярдовым ударом с игры. Мяч пролетел мимо, и вскоре матч закончился.
Лучшим игроком матча стал квотербек «гардемаринов» Ира МакКи (англ. Ira McKee) . Причём большинство кандидатов на титул MVP было именно у представителей ВМФ (Нэйви). Вашингтон вернулся в 1926 году на Роуз-Боул, где снова не добился победы — представители столицы проиграли Алабаме Кримзон Тайд (англ. Alabama Crimson Tide) 19:20. «Гардемарины» вплоть до 1955 года не выходили в боул-игры; эта серия прервалась с попаданием команды в Sugar Bowl (Сахарный боул), в котором был обыгран Оле Мисс Ребелз (англ. Ole Miss Rebels). Начиная с этой встречи, команды ещё 5 раз в своей истории играли против друг друга, 3 встречи из которых выиграли «хаски»

## Выбор команд
Впервые Роуз Боул был проведён в 1902 годуen в рамках Парада розen. Так как игра не вызвала всеобщего резонанса, её не проводили вплоть до 1915 года, заменяя временными боулами. В 1902—1947 годах «Роуз боул» игрался между командами с запада и востока, выбранные специальным комитетом. Для этой игры в 1923 году был построен специальный стадион, носящий имя самого матча. До того момента матч игрался на разных стадионах, и из-за этого носил название «Футбольная игра Запад-Восток». (англ. "Tournament East–West football game") Из-за того, что Конференция тихоокеанского берегаen была единственной, представлявшей на тот момент западное побережье, каждый год из этой школы выбирали команду, представляющую Запад на Роуз Боуле. Комитет матча пригласил Вашингтон Хаскис защищать роль Запада на боуле, на что «хаски» ответили согласием. Комитет матча разрешил выбрать Вашингтону соперника — это был первый случай, когда такое происходило. Вашингтон выбрал Нэйви Мидшипмен, представляющую ВМФ. «Гардемарины» приняли приглашение на матч.

### Нэйви
«Нэйви Мидшипмен» поехали на матч под руководством тренера Боба Фолуэллаen, имея в регулярном сезоне 5 побед, 1 поражение и 2 ничьи (5-1-2). Единственное поражение «гардемарины» потерпели в первой игре сезона против Пенн Стэйт Ниттэни Лайэнс (англ. Penn State Nittany Lions) со счётом 3:21. Все пять побед были одержаны над восточными командами (включая Колгейт Рэйдерсen (англ. Colgate Raders) и Вильгельм энд Мэри Трайб (англ. William and Mary Tribe), две из которых — в сухих матчах (против того же Колгейт Райдерс и Сэйнт Хавьер Каугарсen (англ. Saint Xavier Cougars). Нэйви завершила сезон (23 ноября) противостоянием, завершившимся нулевой ничьей против Эрми Блэк Найтс (англ. Army Black Knights), которое посетило более 70 тысяч зрителей — рекорд посещаемости того времени. И это самое противостояние стало знаменитымen. Другой ничьей по ходу сезона стала игра с Принстон Тайгерс (англ. Princeton Tigers), которая завершилась со счётом 3:3. Нэйви был выбран Вашингтоном, однако были ещё две команды, которые прошли сезон без единого поражения — это Корнелл Биг Ред (англ. Cornell Big Red) и Йель Бульдогс (англ. Yale Bulldogs). Они одержали победы во всех своих 8 матчах. Также существовало 11 команд, которые проиграли только один раз. Среди них были такие коллективы, как Фурман Пэлэдинсen (англ. Furman Paladins) (10-1), Нотр-Дам Файтинг Ириш (англ. Notre Dame Fighting Irish) (9-1) и ВМИ Кидитсen (англ. VMI Keydets) (9-1)

### Вашингтон
Вашингтон подошёл к Роуз-боулу, имея рекордные 8 побед (при этом также было одно поражение), которые были добыты под руководством Эноха Багшауen. «Хаски» начали сезон, сыграв два матча с матросами линейных кораблей Миссисипи и Нью Йорк (оба матча Вашингтон выиграл), однако эти матчи не вошли в официальный календарь, так как Вашингтон играл не с командами из колледжей. Первую официальную игру в сезоне «Вашингтон» выиграл всухую у Уилламетте Бееркэтсen (англ. Willamette Bearcats) (34:0). Этот матч начал серию из четырёх подряд «сухих» матчей. Первым матчем в сезоне, когда «хаски» пропустили очки, была встреча с Монтана Гриззлисen (англ. Montana Grizzlies), которую представители столицы также выиграли- 26:14. Следующий матч закончился единственным для представителей столицы поражением. Его нанесли Калифорния Голден Беерс (англ. California Golden Bears). Вашингтон завершил сезон двумя подряд победами над противниками из конференции, включая победу в «Вашингтонском дерби» (называемого местными жителями Apple Cupen), где был повержен Вашингтон Стэйт Каугарсen (англ. Washington State Cougars) со счётом 24:7.

## Перед матчем
Эта встреча стала первой между Нэйви Мидшипмен и Вашингтон Хаскис, а также — первой для обеих команд боул-игрой. Участники матча были объявлены 30 ноября 1923 года. Команды приехали в Пасадину в середине декабря и тренировались с утра до вечера, вплоть до 31 декабря. Сильный дождь шёл за день до игры; насчёт этого тренер Вашингтона Энох Багшау сказал:

«Влажная погода не будет беспокоить нас»
Оригинальный текст (англ.)"Wet weather will not bother us"

А тренер представителей ВМФ, Боб Фолуэлл, сказал:

Мои спортсмены будут знать, что делать в грязи, и они будут делать это
Оригинальный текст (англ.)"My men will know what to do in the mud and will be there doing it".

Однако из-за мокрой травы, многие критики американского футбола прогнозировали победу Вашингтону из-за большего их размера. Было подсчитано, что на матче будут присутствовать 52 тысячи зрителей. Впервые команды-участницы несли ответственность за продажу билетов. На матч пустили только 40 тысяч людей. А остальные 12 тысяч билетов были куплены представителями ВМФ, которые отдали все билеты тем призванным, которые поступили во флот 31 декабря — за день до матча.
Этот матч стал первым в истории матчем по американскому футболу среди колледжей, который транслировался по радио. Трансляция происходила через локальную станцию Пасадины.

### Нэйви
По ходу сезона, «гардемарины» вели по очкам у соперников 133:43. Основной силой команды был квотербек Ира МакКи, который совершил несколько передач, после которых партнёры заносили тачдауны. Другой грозой нападения у представителей ВМФ был раннинбек Карл Каллен (англ. Carl Cullen), который пробежал несколько сотен ярдов за сезон. Защита Нэйви считалась слабой у критиков, т.к средняя масса игроков ВМФ была меньше на 10 фунтов (4,5 кг), чем у представителей столицы, а большая масса для бека является основным физическим качеством. Хоть в регулярном сезоне «гардемарины» исправно защищались от атак соперников, была острая проблема в пасе мяча на своей половине поля. Специально для этого, Нэйви использовали игру специальными амплуаen, чтобы критики стали относиться к команде более уважительно.

### Вашингтон
«Хаски» тоже вели по очкам у соперников, только с ещё более устрашающим преимуществом — 203:37. И это без учёта матчей с командами с линейных кораблей. Бегущие беки Джордж Вильсон (англ. George Wilson) и Эльмер Тесро (англ. Elmer Testrau) лидировали в атаке; каждый из них набрал несколько сотен бросковыхen ярдов. Тем не менее, Тесро страдал от фурункула, из-за чего тренера убеждали его не играть на Роуз Боуле. Защита «хасок» считалась более надёжной, т.к они выиграли у соперников «в сухую» пять раз, тогда Нэйви это смогла сделать только два раза. Также представители столицы только один раз пропустили 10 или более очков. Игра специальных амплуа считалась у Вашингтона средней.

## Матч

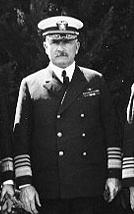
Адмирал ВМФ Самуэль Шелбёрн Робинсон был одним из зрителей матча.

Стартовый удар должен был состояться в 14:00 (2:00 pm) 1 января 1924 года. Но организаторы матча перенесли начало матча на 16 минут позже назначенного. Причиной этому переносу организаторы назвали негодное качество поля из-за обильных дождей в Новогоднюю ночь. Церемония открытия стала самой пышной из ранее проведённых открытий боул-матчей. Она сопровождалась различными мероприятиями. Адмирал ВМФ Самуэль Шелбёрн Робинсонen (англ. Samuel Shelburne Robinson) присутствовал на том матче. Когда он занимал своё место на стадионе, в честь него Группа академии ВМФ СШАen отдала салют адмиралу. Эта же группа исполнила гимн США, а знаменосец, представленный морской пехотой, вынес флаг США на стадион и поднял символ страны над ареной. Перед началом матча талисманы обеих команд прошлись вокруг поля. Турнир Роз (англ. Tournament of Roses) (то событие, в котором Роуз Боул является важнейшей составляющей) прогнозировал абсолютный аншлаг на стадионе во время матча, однако в действительности продажа билетов оказалась более скромной, чем предполагал оргкомитет. Однако продажа билетов на эту встречу была более активной, чем в прошлые разы.

### Первая половина
Игра началась в перенесённое время при температуре 52 °F (11 °C). Поле было очень мокрым. Из-за мокрого покрытия идти в быстрые атаки было неэффективно, из-за чего сразу же у Вашингтона появились проблемы с атакой. Игроки Нэйви использовали атаки через пасen, из-за чего у «хасок» появлялись проблемы ещё и в защите. К счастью для Вашингтона, ни одна из атак представителей ВМФ не завершилась результативно.
В первой же атаке во второй четверти, усилиями игроков Нэйви, был занесён тачдаун. Ира МакКи сделал пас на Карла Каллена, которому ничего не стоило занести мяч в зачётную зону. МакКи реализовал дополнительный удар и Нэйви открыла счёт в матче — 7:0. Далее, представители ВМФ постарались не отдать сопернику мяч после удара с развода, но Вашингтон перехватил мяч. После двух коротких розыгрышей, квортербек Вашингтона Фред Абель совершил 23-ярдовый пас на Кинсли Дубойса, заработав опасное вбрасывание на 25-ярдовой линии. После вбрасывания, Джордж Вильсон взял мяч, и пробежал оставшиеся 23 ярда до зачётной линии. Дополнительный удар был реализован и счёт сравнялся — 7:7. После многочисленных атак у обеих команд счёт долгое время не изменялся. Под конец четверти игрок Нэйви совершил 57-ярдовый пас на восьмиярдовую линию. После ещё двух розыгрышей Ира МакКи пробежал два ярда и занёс ещё один тачдаун, после которого он же и реализовал дополнительный удар. На большой перерыв игроки ушли при счёте 14:7, в пользу игроков Нэйви.

### Вторая половина
В начале третьей четверти игроки обеих команд грамотно контролировали игру в защите, тем самым не позволив совершить друг другу результативных действий. Игрок Нэйви МакКи сделал ещё 3 паса, прежде чем совершить неточную передачу. Это произошло на его 14-й попытке передач мяч своему игроку. Нападение Вашингтона чуть не добилось успеха, позволив лишь раз себе потерять мяч. В четвёртой четверти, после нескольких неудачных действий обеих команд, игроки Нэйви сделали серьёзную ошибку.

## Статистика матча
|               | НЭЙВ   | ВАШ  |
| ------------- | ------ | ---- |
| Первых Даунов | 15     | 9    |
| Всего ярдов   | 362    | 202  |
| Пасовые ярды  | 175    | 65   |
| Беговые ярды  | 187    | 137  |
| Пасы          | 16/20  | 3/8  |
| Штрафы        | 2-10   | 4-20 |
| Потери        | 2      | 2    |
| Punts-Average | 5-33.8 | 9-33 |

Лучшим игроком матча был назван Ира МакКи. Он совершил 20 пасов (16 из которых были удачными) в общей сложности на 175 ярдов. Один из пасов закончился тачдауном. Также МакКи совершил 12 кроссов, в общей сложности на 85 ярдов. Эльмер Тесро получил приз «железного человека» матча. Он участвовал в матче, страдая от фурункула.

### Сноски
1. ↑  англ. — Midshipmen — гардемарины